# Juaix
Juaix o Djuaixrot (també Juaix o Juasrot) fou un districte del nord-est de Baspracània. Estava creuat pel riu Djuaixrot. La capital era Djuaix (o Juaix) a la riba dreta del riu Djuaixrot.
El 904, a la mort del príncep Sargis de Baspracània, el Juaix va quedar en la part del príncipat que va correspondre a Gagik en el repartiment amb son germà Gurguèn. Gagik va fer construir una fortalesa a Marakan (al Djuaixrot, al sud-est de Djulfa, a la part oriental del país, a la dreta del riu DjuaXrot prop de la confluència amb el Karmir) que havia d'impedir qualsevol atac musulmà des Azerbaidjan.
Quan el 905 el príncep Gagik de Baspracània va conquerir Amiuk als othmànides en un atac sorpresa de nit, i va degollar a tots els habitants, els camperols i pobladors musulmans de zones properes que estaven sotmesos als Arzerunis es van aixecar, sobretot a la regió al nord i nord-est del llac Urmia, i una incursió musulmana va arribar fins prop de Van i fou rebutjada per Thadeos Akeatsi governador de Xamiram (una fortalesa del nord del Djuaix) i governador de tot el districte de Djuaix, a la batalla de Phaitakixtan.
El 983 l'emir de Coltene, Abu Dulfa al-Xaybani va derrotar el musafírida d'Arran i Dvin, Abul Haidja, i li va prendre Dvin i tot seguit va atacar Baspracània on regnava Asoci-Isaac; el rei li va oposar les seves forces dirigides pel príncep Abel Kharib, el príncep Grigor i el marzban Tigranes que es van estacionar al Djuaix, al sud de l'Araxes enfront de Coltene, on foren sorpresos pel xaibànida i van quedar assetjats a la propera fortalesa de Bakear. Van negociar i van obtenir sortida lliure sense armes, i al sortir foren massacrats, i els tres caps mantinguts presoners per ser alliberats després contra un fort rescat (vers 983 o 984).